# ایزاک یکم
ایزاک یکم یا اسحاق یکم با عنوان کامل ایزاک یکم کومننوس(به یونانی: Ισαάκιος A' Κομνηνός, Isaakios I Komnēnos) (به انگلیسی: Isaac I Komnenos) (زادهٔ پیرامون ۱۰۰۵ — درگذشتهٔ ۱۰۶۱) امپراتور بیزانس از ۱۰۵۷ تا ۱۰۵۹ بود. او ثبات اقتصادی را به روم شرقی بازگرداند و استحکامات نظامی امپراتوری را که در این مدت ازشان غفلت شده بود را ساخت.

## زندگینامه

### سال‌های نخستین
ایراک در حدود سال ۱۰۰۵ راده شد. پدرش مانوئل کومننوس، یکی از مقامات دربار باسیل دوم، امپراتور وقت بیزانس بود که به هنگام مرگش از امپراتور خواست تا از ایزاک و دیگر پسرش ژان مراقبت نماید. باسیل ترتیب آموزش دو برادر را داد و سپس آن دو را به مقام‌های بالای حکومتی منصوب نمود.

### جانشینان باسیل دوم
باسیل دوم در دسامبر ۱۰۲۵ بدون آنکه فرزندی داشته باشد درگذشت و پس از او برادر کوچکش با عنوان کنستانتین هشتم به امپراتوری رسید.
پس از مرگ او در ۱۰۲۸ دامادش با عنوان رومانوس سوم قدرت را در دست گرفت و تا ۱۰۳۴ حکومت کرد.
امپراتور بعدی میخائیل چهارم، معشوق زوئه، دختر کنستانتین هشتم و همسر رومانوس سوم بود که بعدتر با او ازدواج نمود. میخائیل در ۱۰۴۱ بر اثر بیماری درگذشت و خواهرزاده‌اش با عنوان میخائیل پنجم بر تخت امپراتوری نشست که پس از چند ماه حکومت از قدرت برکنار شد و مادرخوانده‌اش زوئه به فرمانروایی رسید. او همراه با خواهرش تئودورا و شوهرش کنستانتین نهم تا ۱۰۵۰ حکومت کرد و پس از او کنستانتین نهم تا ۱۰۵۵ و سپس تئودورا تا ۱۰۵۶ قدرت را در دست داشتند و پس از مرگ آنها میخائیل ششم به امپراتوری بیزانس رسید.

### رسیدن به امپراتوری
در طول این مدت، ایزاک که رفتاری محتاطانه در حفاظت از مردمان امپراتوری داشت توانست اعتماد سپاهیان بیزانس را به‌دست آورد. او در ۱۰۵۷ به نظامیانی پیوست که درصدد برکناری میخائیل ششم از قدرت بودند و در ژوئن همان سال در پافلاگونیا در آسیای صغیر از سوی سپاهیان امپراتور نامیده شد. شورشیان سپس به سوی قسطنطنیه حرکت کرده، نیکائه‌آ را به تصرف خود درآورده و نیروهای میخائیل ششم را در پتروئه در بیستم اوت شکست دادند. میخائیل در ۳۱ اوت ۱۰۵۷ از قدرت کناره گیری کرد و ایزاک با عنوان ایزاک یکم بر تخت امپراتوری بیزانس نشست.

### درگیری با اسقف‌اعظم
اسقف اعظم، میخائیل یکم سرولاریوس از جمله کسانی بود که در به قدرت رسیدن ایزاک نقش داشت. با این حال دیری نپایید که آن دو در ارتباط با سیاست‌های سختگیرانهٔ مالی ایزاک که مصادرهٔ بخشی از دارایی‌های کلیسا را نیز شامل می‌شد و همچنین تلاش‌های سِرُولاریوس برای تبعیت قدرت مدنی از کلیسا با یکدیگر درگیر شدند. ایزاک در ۱۰۵۸ از سرولاریوس خواست تا استعفا دهد که او نپذیرفت، پس فرمان به دستگیری و تبعید او داد. ایزاک سپس اسقف تبعیدشده را به خیانت و ارتداد متهم ساخت اما سرولاریوس پیش از محاکمه درگذشت.

### بیماری و کناره‌گیری از قدرت
در بهار ۱۰۵۹ ایزاک علیه مجارها لشکرکشی کرد و در تابستان همان سال با پچنگ‌هایی که مرزهای شمالی امپراتوری را مورد تاخت و تاز خود قرار داده بودند جنگید. او در نوامبر ۱۰۵۹ بیمار شد و از آنجا که آن را مرگبار می پنداشت در ۲۵ دسامبر همان سال از قدرت کناره گیری کرده و با معرفی کنستانتین دهم دوکاس به عنوان جانشین خود او را بر تخت امپراتوری نشاند. ایزاک مدتی بعد بهبود یافت با این حال ترجیح داد تا به جای بازگشت به قدرت در صومعه‌ای گوشه‌نشین شود.

### مرگ
ایزاک یکم دو سال پایانی عمرش را در کسوت راهب گذراند و در حدود ۱۰۶۱ درگذشت.